# Бофето (Сондрио)
Бофето је насеље у Италији у округу Сондрио, региону Ломбардија.
Према процени из 2011. у насељу је живело 762 становника. Насеље се налази на надморској висини од 346 м.